# Tàu ngầm lớp Ro-100
Tàu ngầm lớp Ro-100 (呂第一〇〇型潜水艦 Ro Dai-100-gata Sensuikan) là loại tàu ngầm điện-diesel có kích cỡ trung bình do hải quân đế quốc Nhật Bản chế tạo, chúng được sử dụng trong chiến tranh thế giới thứ hai. Chúng có thể đi tuần ven biển, di chuyển đến các vùng biển khác để giữ cân bằng quân sự cũng như có thể đi biển dài ngày. Hải quân đế quốc Nhật Bản gọi loại tàu ngầm này là Ko gata (小型, Nhỏ) hay Sen-Shō gata (潜小型, Tàu ngầm nhỏ). Từ năm 1941 đến 1944 đã có 18 chiếc được đóng và có kế hoạch đóng thêm 9 chiếc nhưng đã bị hủy bỏ. Đây là loại tàu ngầm phòng vệ cục bộ vì hải quân đế quốc Nhật Bản thường muốn sử dụng tàu ngầm cỡ lớn để tham gia các trận hải chiến.